# 颱風天兔 (2007年)
颱風天兔 （國際編號：0705，聯合颱風警報中心：05W )，是2007年太平洋颱風季第五個被命名的風暴。「天兔」（ウサギ）一名由日本提供，即為星座。

## 路徑
天兔於7月28日在硫磺島東南偏東約1440公里發展成為一個熱帶低氣壓，初時向西移動。天兔於7月29日增強為熱帶風暴，翌日進一步增強為強烈熱帶風暴並轉向西北移動，再於7月31日增強為颱風。
颱風天兔於8月2日下午5時在日本宮崎縣日向市登陸，當日徬晚減弱為強烈熱帶風暴。8月3日午夜12時，天兔再一次在日本山口縣宇部市登陸及轉向東北偏北移動，同日早上減弱為熱帶風暴。8月4日中午12時登陸日本青森縣五所川原市。同日下午1時在日本青森縣陸奧市登陸，並減弱為熱帶低氣壓，當晚轉化為溫帶氣旋。

## 影響

### 日本
颱風天兔吹襲日本南部，廣泛地區受到強風暴雨侵襲，造成至少10人受傷，並導致海陸空交通癱瘓，超過240班內陸航機要取消，包括日本航空、全日空及中華航空等，主要涉及宮崎及鹿兒島升降的航班，1萬多名旅客受到影響，渡輪服務亦暫停。

## 外部連結
- （英文）https://web.archive.org/web/20090826230250/http://metocph.nmci.navy.mil/jtwc.php 聯合颱風警報中心首頁
- （日語）http://www.jma.go.jp/jma/index.html （页面存档备份，存于） 日本氣象廳首頁
- （繁體中文）http://www.cwb.gov.tw （页面存档备份，存于） 中央氣象局首頁